# Rezerwat przyrody Wiączyń
Rezerwat przyrody Wiączyń – leśny rezerwat przyrody w gminie Nowosolna, w powiecie łódzkim wschodnim, w województwie łódzkim. Znajduje się na terenie leśnictwa Wiączyń w Nadleśnictwie Brzeziny.
Zajmuje powierzchnię 8,40 ha. Został powołany Zarządzeniem Ministra Leśnictwa i Przemysłu Drzewnego z 4 lutego 1958 roku (M.P. z 1958 r. nr 16, poz. 103). Według aktu powołującego, rezerwat utworzono w celu zachowania ze względów naukowych i dydaktycznych fragmentu lasu liściastego o cechach zespołu naturalnego na granicy zasięgu buka i jodły.
Las w rezerwacie jest częścią kompleksu leśnego Wiączyń i stanowi pozostałość dawnej Puszczy Łódzkiej. Runo jest ubogie i nigdy nie pokrywa gleby całkowicie.